# Another Year
Another Year ist ein britischer Spielfilm von Mike Leigh aus dem Jahr 2010.

## Handlung
Der Film ist unterteilt in vier Kapitel: Frühling, Sommer, Herbst und Winter. Er erzählt ein Jahr im Leben des Ehepaares Tom und Gerri, beide Anfang 60. Tom arbeitet als Geologe und Gerri als Psychologin, der 30-jährige Sohn Joe ist Rechtsanwalt. Das Ehepaar lebt in liebevoller Harmonie. Gemeinsam arbeiten sie an den Wochenenden in ihrem Schrebergarten und kümmern sich um die Probleme ihrer nächsten Mitmenschen.
Da ist vor allem die redselige Mary, die Unterstützung bei ihrer Arbeitskollegin Gerri sucht. Mary ist Anfang 50, geschieden und einsam, obwohl sie immer wieder beteuert, wie gut es ihr geht. Verzweifelt sucht sie einen Partner fürs Leben. Der ledige Joe wird zum Objekt ihrer Begierde, der sie jedoch bei all ihren Annäherungsversuchen gefühlvoll ins Leere laufen lässt. Der nette Joe wird für Mary zur fixen Idee, je größer ihr Alkoholkonsum wird. Ebenso einsam ist Ken, ein alter Jugendfreund von Tom, der im Sommer zu Besuch kommt. Ken ist allein und unzufrieden mit seiner Arbeit, hat aber auch keinen anderen Lebensinhalt. Er leidet unter Fresssucht und trinkt zu viel. In Mary sieht er eine Leidensgenossin. Mary will jedoch von dem unappetitlichen Ken nichts wissen und weist ihn rüde zurück.
Im Herbst stellt Joe den Eltern seine Freundin Katie vor. Katie ist ein fröhlicher, offener Mensch und findet gleich Anklang bei Joes Eltern. Als Mary erkennt, dass sie keine Chance bei Joe hat, wird sie beleidigend und macht Katie bei Gerri schlecht. Dies führt zum Bruch zwischen den beiden Frauen.
Als im Winter die Ehefrau von Toms Bruder Ronnie stirbt, fahren Tom, Gerri und Joe zur Beerdigung in seine Heimatstadt. Viel zu spät erscheint auch Carl, Ronnies entfremdeter Sohn. Die beiden befehden sich auch beim Zusammensein nach der Trauerfeier. Carl zeigt seinen Schmerz durch groben Umgangston und vertreibt sogar die anderen Trauergäste. Nachdem er türenknallend aus dem Haus gestürmt ist, überredet Tom seinen Bruder, für einige Zeit zu ihnen nach London zu ziehen. Während Tom und Gerri in ihrem Schrebergarten arbeiten, ist der ältere Bruder allein bei ihnen zu Hause. In diesem Moment kommt Mary zum ersten Mal nach drei Monaten unangemeldet zu Besuch. Obwohl sie selbst wieder eine depressive Phase hat, bemüht sie sich tapfer, ein Gespräch mit dem wortkargen, unzugänglichen Witwer zu führen. Als sie in Ronnie einen Seelenverwandten zu ahnen beginnt, kehren Tom und Gerri heim. Die Frauen versöhnen sich oberflächlich, aber Gerri rät Mary dringend zu einer Therapie.
Zu Marys Schrecken kommen auch Joe und Katie zu Besuch. Mary lässt sich zum Bleiben überreden. Der Film endet beim gemeinsamen Essen im Haus von Tom und Gerri, bei dem es Mary bedrückend schwerfällt, sich in die zwanglose Konversation der anderen Vier zu integrieren. Zum ersten Mal erzählen auch Tom und Gerri von ihrem Leben.

## Kritiken
„Unterteilt in die vier Jahreszeiten Frühling, Sommer, Herbst und Winter schildert Mike Leigh in seinem zu Herzen gehenden Film Another Year mittels seiner allesamt herausragenden Darsteller und einer fein ausgewogenen Balance aus Tragik und Komik, lakonischem Zynismus und großer Empathie für seine Figuren die Brüchigkeit des Glücks, das beinahe ungerecht erscheinende Nebeneinander von Zufriedenheit und Verzweiflung, die drohende Einsamkeit und die Flucht in den Alkohol, die Unaufhaltsamkeit des Alterns und den nahenden Tod.“

## Auszeichnungen
Der Film lief 2010 im Wettbewerb der Internationalen Filmfestspiele von Cannes. 2011 erhielt Mike Leigh eine Oscarnominierung für sein Drehbuch. Lesley Manville wurde für ihre Darstellung vom National Board of Review ausgezeichnet, erhielt den San Diego Film Critics Society Award sowie den London Critics Circle Film Award.